# 劉嶷
衡陽恭王劉嶷（5世紀—463年），字子岐，彭城郡彭城縣人，南朝宋武帝之孫，衡陽文王劉義季之子。

## 生平
南朝宋元嘉二十四年（447年），衡陽王劉義季去世。劉嶷服闋後襲封衡陽郡王，食邑五千戶，歷官中書侍郎、太子中庶子。大明七年（463年），劉嶷去世，追贈冠軍將軍、豫州刺史，謚恭王。

## 兒子
- 劉伯道：襲封衡陽郡王[1]
- 劉伯玉：出繼南平穆王劉鑠，襲封南平郡王[2]